# Won Gyun
Won Gyun (koreanska: 원균; hanja: 元均), född 5 januari 1540, död 19 juni 1597, var en koreansk general och amiral under Joseondynastin. Han är mest känd för att ha försvarat Korea från japanerna år 1592–1598 under Japans invasion av Korea.